# Le Porte-drapeau
Ne doit pas être confondu avec Le Porte-Drapeau (Floris Soop).
Le Porte-étendard (ou Le Porte-drapeau) est un autoportrait de Rembrandt de trois quarts, daté de 1636, anciennement dans la collection parisienne d'Élie de Rothschild, acheté par le Rijksmuseum Amsterdam pour 175 millions d'euros avec l'aide de l'État néerlandais et du Vereniging Rembrandt (ou Rembrandt Foundation ou Rembrandt Association) le 21 janvier 2021. Il a été peint à l'occasion du déménagement de l'artiste de Leyde à Amsterdam et est considéré comme une première œuvre importante qui « montre l'ambition de Rembrandt de peindre un portrait de groupe pour la schutterij d'Amsterdam, à l'époque la commande la plus précieuse qu'un peintre puisse recevoir. »

## Description et histoire
Le tableau montre un porte-drapeau en demi-figure, mais ce n'est pas un portrait de porte-étendard. Traditionnellement, ceux-ci portaient un costume à la dernière mode et invariablement un chapeau à plume. Ici, le modèle porte des vêtements d'aspect du XVIe siècle, notamment visibles dans la manche bouffante et la braguette. La demi-figure ne porte pas de chapeau, mais un béret. Seuls le gorgerin, la ceinture et les plumes rappellent un véritable porte-étendard.
Il existe plusieurs copies à l'huile du Porte-drapeau de Rembrandt, et des gravures ultérieures peuvent provenir de ces copies, mais cette peinture a néanmoins une provenance qui remonte loin dans le XVIIIe siècle. Elle est documentée comme un autoportrait par John Smith en 1836, qui écrit :

« Rembrandt dans le personnage d’un porte-étendard. Son visage corpulent, qui est vu dans presque une vue de face, indique qu’il avait environ cinquante ans ; un grand chapeau, tourné sur le côté, et orné de plumes, couvre sa tête, et une cuirasse d’acier protège sa poitrine : le reste de son habillage est suffisamment riche et approprié. Une main saisit le bâton d’une bannière déployée, et l’autre est placée sur son côté. Ce tableau aux couleurs magnifiques est gravé par Lause, ainsi que par G. Haid. De la collection de Chevalier Verhulst, M. le Boeuf et M. Robit. C’est ensuite dans la collection de Sa Majesté George IV. qui l’échangea avec M. Lafontaine pour d’autres images. »

En 1914, Cornelis Hofstede de Groot est d'accord avec lui, mais s'est arrêté avant de la désigner comme un autoportrait. Il écrit :

« 270 A STANDARD-BEARER. Sm. 201, et Suppl. 23 ; Bode 300 ; Dut. 148 ; Wb. 313 ; B.-HdG. 206.
Il se tient de profil à droite, tournant son visage et regardant le spectateur. Avec sa main gauche, il tient une grande bannière blanche sur son épaule ; sa main droite est sur sa hanche. Sur ses boucles brunes, il porte une casquette tailladée avec un panache brun ; son visage est rasé, sauf pour la longue moustache. Sur son manteau brun jaunâtre, garni de dentelle, il porte un gorgerin de fer et une large écharpe dont une épée pend à ses côtés. Il a des manches libres et un col blanc et des bracelets. Une forte lumière de gauche touche son dos et son visage et tombe complètement sur la bannière. Grandeur nature, trois quarts de longueur. L’homme a les traits de Rembrandt.
Signé sur la droite au pied, "Rembrandt 163-" le dernier chiffre, maintenant illisible, était probablement un 5 ; toile, 50 pouces par 42 pouces.
Un exemplaire se trouve à la Cassel Gallery, catalogue de 1903, no 251 (Wb. 53) ; il est là depuis l’inventaire de 1749 et a été gravé par N. Mossoloff.
Un autre exemplaire se trouve dans la collection de feu P. A. B. Widener, Philadelphie, catalogue de 1908, n° 242. D’autres exemplaires étaient dans le
Ventes. J. F. Wolschot, Anvers, 1er septembre 1817, n° 12.
Duc de Buckingham, Stowe, 15 août 1848, n° 415 (£54 : 12 s., Wakeford Attree).
Gravé par P. Louw, J. F. Clerck, G. Haid.
Mentionné par Vosmaer, p. 340, 554 ; par Bode, p. 597 ; par Dutuit, p. 52 ; [par Michel, p. 166-7, l69, 436].
Exposé à la British Institution, Londres, 1819, no 59, et 1836, no 34.
Ventes. L. van Heemskerk, Leyde, 2 septembre 1771, No. I (61 florins, Delfos) ; à en juger par le prix, ce fut l’un des exemplaires. G. F. J. de Verhulst, Bruxelles, 16 août 1779, No - 8o ( 354 florins ou, selon d’autres autorités, 1290 francs, Fouquet). Le Boeuf, Paris, 1782 (5300 francs). Robit, Paris, 21 mai 1801, n° 117 du catalogue de Bryan (3095 francs, Lafontaine).
Dans la collection de George IV. , roi d’Angleterre, qui l’a échangé avec Lafontaine pour d’autres images »

L'année 1636 et la signature Rembrandt sont mentionnées sur la toile.

## Analyse
Selon l'historien de l'art Piet van Thiel, la toile suggère une riche richesse de couleurs, mais ne contient que quelques accents de couleur, principalement des bruns et des gris, mais aussi des roses et des verts.

## Identification
De nombreux historiens de l'art voient Rembrandt dans la figure du porte-drapeau, mais il n'y a pas de consensus sur ce point dans le monde de l'art. Selon le professeur émérite d'histoire de l'art Eric Jan Sluijter, Rembrandt n'y est pas reconnaissable. Sluijter déclare que dans ce travail, son menton est plus épais, le double menton et la mâchoire encore plus épais, le nez plus court et plus grossier, et il a ajouté une grande moustache. Cette moustache n'est pas non plus compatible avec un porte-étendard néerlandais, mais indique qu'il s'agit d'un sujet louche.

## Critiques
Van Thiel, en 1991, la désigne comme l'une des « œuvres les plus brillantes » de Rembrandt. Il compare la figure représentée à « l'aura d'un acteur dont la simple apparition sur scène suffit à captiver le public ».
Sluijter en 2022, la décrit comme « Étonnamment peinte avec virtuosité », mais soutient qu'il n'y a aucun doute sur la valeur artistique attribuée : l'œuvre ne marque pas la percée de Rembrandt à Amsterdam, n'est pas un point culminant incontesté de son œuvre et ne constitue certainement pas un chaînon manquant dans la collection du Rijksmuseum.

## Acquisition en 2022 par les Pays-Bas
En 2019, le tableau est classé trésor national de la France, une non délivrance de certificat d'exportation est donc mise en place pendant 30 mois, tandis que le musée du Louvre tente de lever des fonds pour acheter le tableau. Le musée n'y parvient pas et renonce à son droit de priorité d'achat. Le gouvernement néerlandais négocie un accord temporaire, dans lequel il est convenu que la famille ne négocierait une éventuelle vente avec l'État néerlandais que jusqu'au 31 janvier 2022. En décembre 2021, l'État néerlandais annonce son intention d'acheter l'œuvre pour la collection nationale. Le tableau a été exposé au Rijksmuseum en 2019 et avait suscité l'intérêt du musée depuis que la France avait accepté de laisser le tableau quitter le pays
En conséquence, la famille Rothschild, qui en était propriétaire depuis 1844, vend le tableau aux Pays-Bas pour 175 millions d'euros en 2022. Le gouvernement néerlandais verse 150 millions d'euros, tandis que l'association Rembrandt et le Rijksmuseum contribuent pour un total de 25 millions d'euros. Le parlement néerlandais approuve l'achat,.
le tableau est acquis pendant la pandémie de Covid-19 alors que les revenus défaillants du secteur culturel néerlandais sont l'objet d'une couverture médiatique. Les coûts élevés sont critiqués. L'historienne de l'art et rédactrice en chef De Volkskrant, Wieteke van Zeil, écrit : « C'est une crise. Débloquer 175 millions en cette période d'urgence sociale, avec l'aide d'un cabinet sortant, montre une grande surdité à la réalité dans le secteur de la culture ». Gary Schwartz se dit préoccupé par le fait que le prix élevé rendrait plus difficile pour les musées du monde entier l'acquisition ou le don de chefs-d'œuvre anciens car : « Les donateurs ont aussi des héritiers qui lisent le journal. » Sjeng Scheijen établit un lien entre ces augmentations de prix exubérantes et les coûts pour les musées, car les coûts d'assurance, ainsi que les coûts de transport de prêt et de sécurité augmentent également.
Henk Otten a rendu public que le contrat d'achat contient l'obligation de transférer le prix d'achat à une fiducie située dans le paradis fiscal des îles Cook, privant de sorte le gouvernement français des recettes fiscales, l'État néerlandais coopérant ainsi à l'l'évasion fiscale.

## Tournée aux Pays-Bas
Le Porte-étendard est exposé de mai 2022 à avril 2023, dans toutes les provinces des Pays-Bas avant de rejoindre la galerie d'honneur du Rijksmuseum Amsterdam. Dans une motion au gouvernement en décembre, la Chambre basse a demandé que le tableau visite toutes les provinces néerlandaises. À partir du 30 avril 2022, Le Porte-étendard fait un voyage d’un an à travers douze musées néerlandais dans autant de provinces. Dans chaque musée, il est prévu que la peinture soit accessible gratuitement pendant au moins une journée.
Les coûts de cette tournée ont été estimés à 885 000 € ; la loterie des Amis a promis 485 000 € sur ses propres ressources. Le tableau n'était pas assuré pour cette tournée, ce qui est habituel pour les prêts aux Pays-Bas. Le Rijksmuseum a garanti qu'il supporterait les coûts de tout dommage.

## Historique
- Apparaît peut-être dans l'inventaire de la succession de Maijke Burchvliet, Delft, 13 mai 1667 (A vendrager by Reybrant van Rijn) ou dans celui de Herman Becker, Amsterdam, 19 octobre - 23 novembre 1678 (een Vaendrager by Rembrant).
- Peut-être mis en vente à la vente aux enchères d'Allaert van Everdingen, Amsterdam, 19 avril 1709, n° 34 (A Vaandrager van Rembrandt).
- Peut-être dans la collection JM Quinkhard, Amsterdam.
- Probablement aux enchères [Mallet], Paris, mai 1766, n° 87 (« Un Tableau représentant un Guerrier, peint par Rimbrant Wanrin, sur toile, de 3 pieds 7 pouces & demi de large »).
- Probablement proposé aux enchères à Paris en décembre 1766, n° 87 (« Un Tableau représentant un Guerrier tenant un drapeau sur son côté, peint par Rembrant Vanryn ; on prétend que c'est son Portrait ; c'est un très-beau Tableau de ce Maître, sur toile, avec bordure dorée; il porte 3 pieds & demi de haut, sur 2 pieds 9 pouces de large »).
- Le 2 décembre 1768 probablement en vente aux enchères à Paris, n° 29 (« Un Tableau représentant un Guerrier tenant un drapeau sur son épaule, la main appuyée sur son côté, peint par Rimbrant-Vanrin, dans sa bordure dorée ; il porte 3 pieds & demi de haut, sur 2 pieds 9 pouces de large »).
- Août 1779, n° 80, vente Chevalier GFJ de Verhulst, Bruxelles (« Rembrant van Ryn, Peint sur Toile, haut 46,5, large 37 pouces. Le Portrait de ce Peintre peint par lui-même : il s'y est représenté en Porte-Enseigne cuirassé, à larges culottes & avec un Echarpe, tenant un drapeau déployé, il a un chapeau à plumet & rabatu sur la tête. L'Estampe en est gravée en moduse noire par P. Lauw », pour 1290 francs à Fouquet).
- 8-12 avril 1783, n° 26 aux enchères [Leboeuf] à Paris, avec la même description que lors de la vente précédente, mais avec l'ajout : « Ce beau Tableau a fait l'ornement du cabinet de Verhulst à Bruxelles, Hauteur 45 pouces, grand 39. T[oile] » ; pour 5299,19 francs français à Devouges.
- 11-18 mai 1801, n° 117, vente François-Antoine Robit (« Par le même [Rhyn (Rembrandt Van)|Peint sur toile, haut de 125, large de 105 c[entimètres]. Un autre Tableau, du plus grand caractère, et de cette force de couleur qui convient aux morceaux de premier rang dans les armoires. Il représente le portrait de Rembrandt, dans un costume militaire, connu dans la curiosité sous le titre de porte-drapeau. Il provient des cabinets de Verhulst, à Bruxelles, et de le Boeuf. Voyez le catalogue de Le Brun, n° 26. Ces ouvrages marquans ne se rencontrent que très-rarement, et ne peuvent se trouver que dans les collections dont l'arrangement d'une galerie aurait été projeté. Il était destiné au pendentif du morceau ci-après. 49 sur 39 pouces » ; pour 3095 francs à Lafontaine ; la contrepartie signifiait une copie gratuite, plus tard détenue par le musée royal des Beaux-Arts d'Anvers, après le portrait de Saskia à Cassel (Hesse).
- Collection  du roi George IV d'Angleterre.
- Marchand d'art Lafontaine, Londres.
- Collection Lady Clarke, Oak Hill.
- 8 mai 1840, n° 47, vente aux enchères de Sir S. Clarke, Londres (« Le Porte Drapeau ; Rembrandt in the Character of a Standard-Bearer »), pour 840 £ à James de Rothschild, le tableau restant par la suite en la possession de ses descendants
- Le 21 janvier 2022, racheté par l'Etat néerlandais pour 175 millions d'euros.

## Copies notables

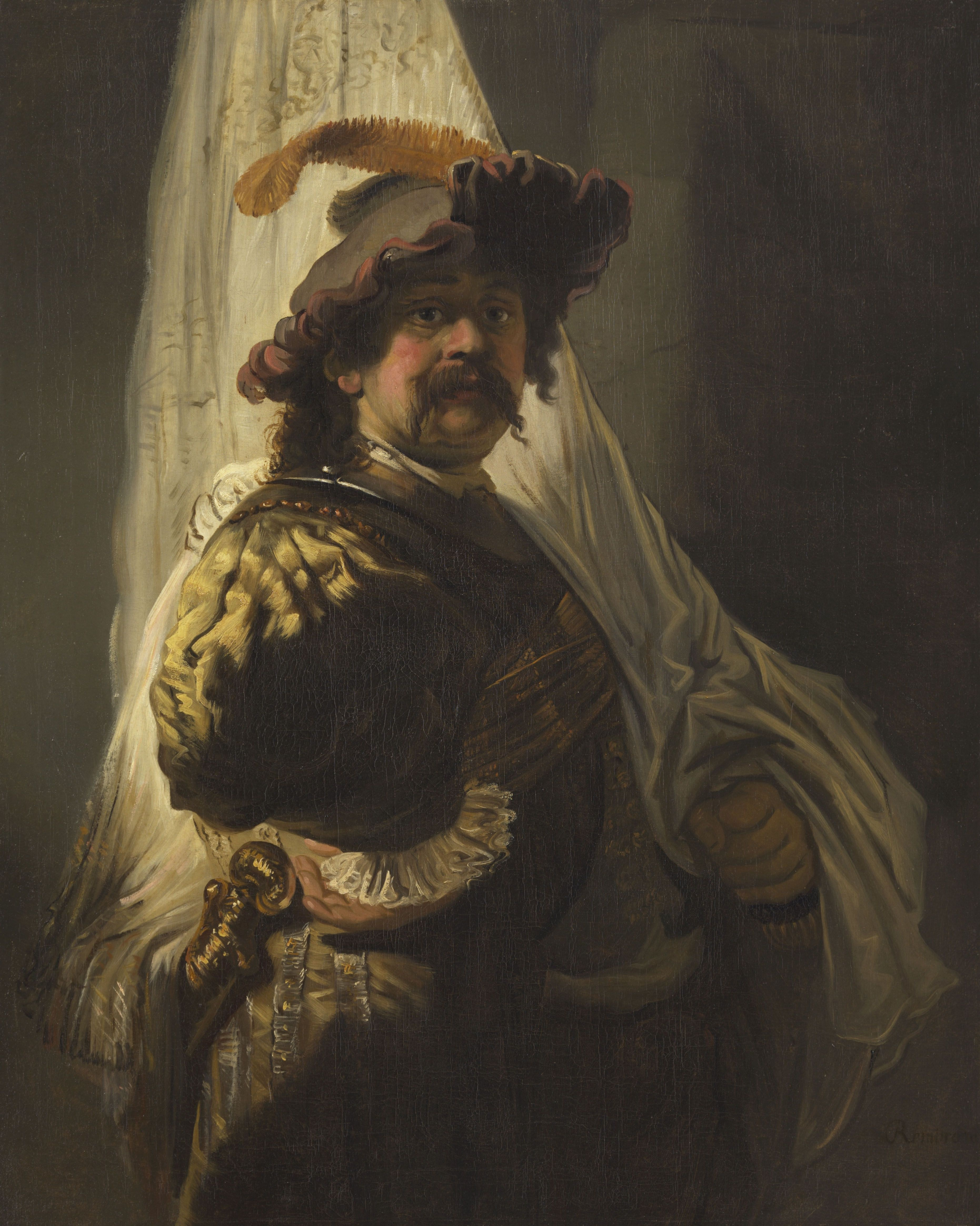
Version de Kassel[16],vers 1636, acquise en 1755 par Guillaume VIII de Hesse-Cassel du Général von Donop.
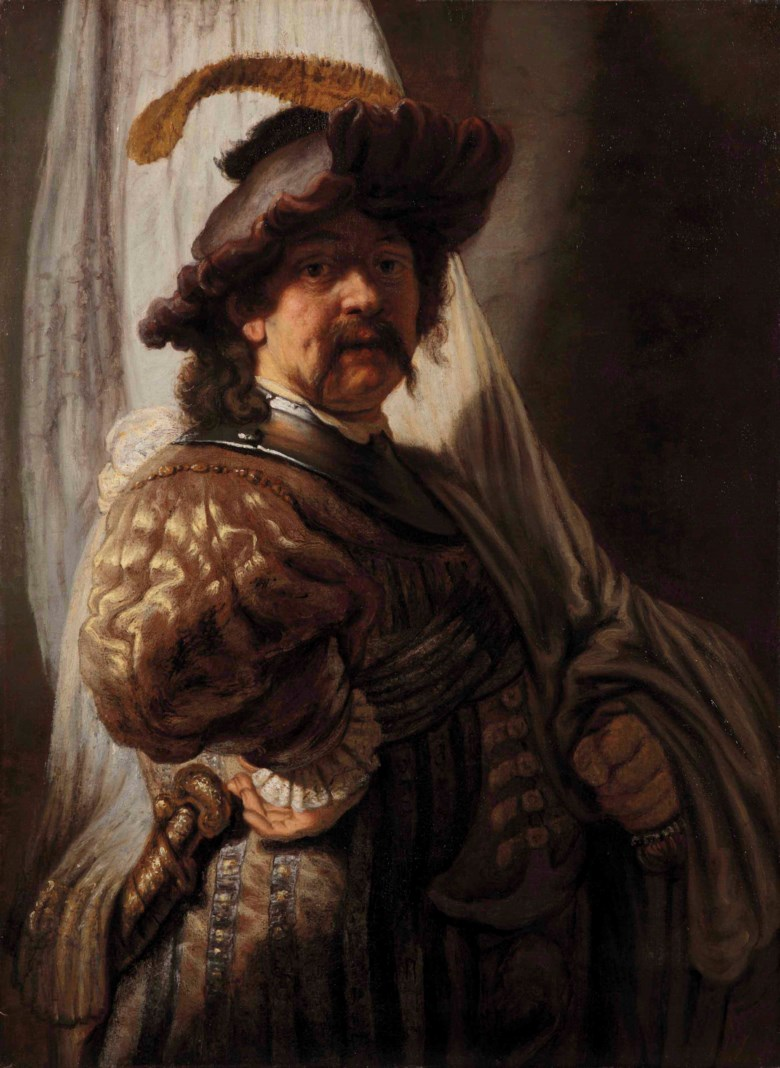
Version de la Widener collection[17].
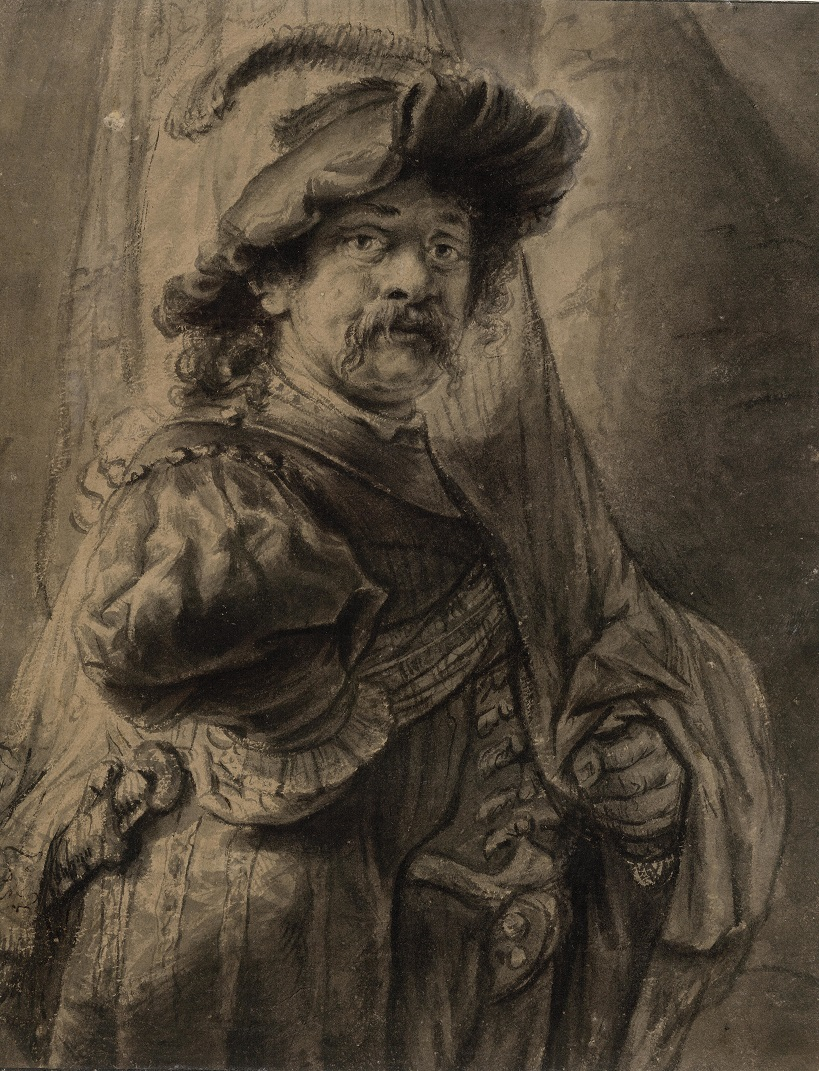
Version de Ferdinand Bol[18], dessin d'après Rembrandt, vers 1636, legs de Richard Payne Knight, British Museum.
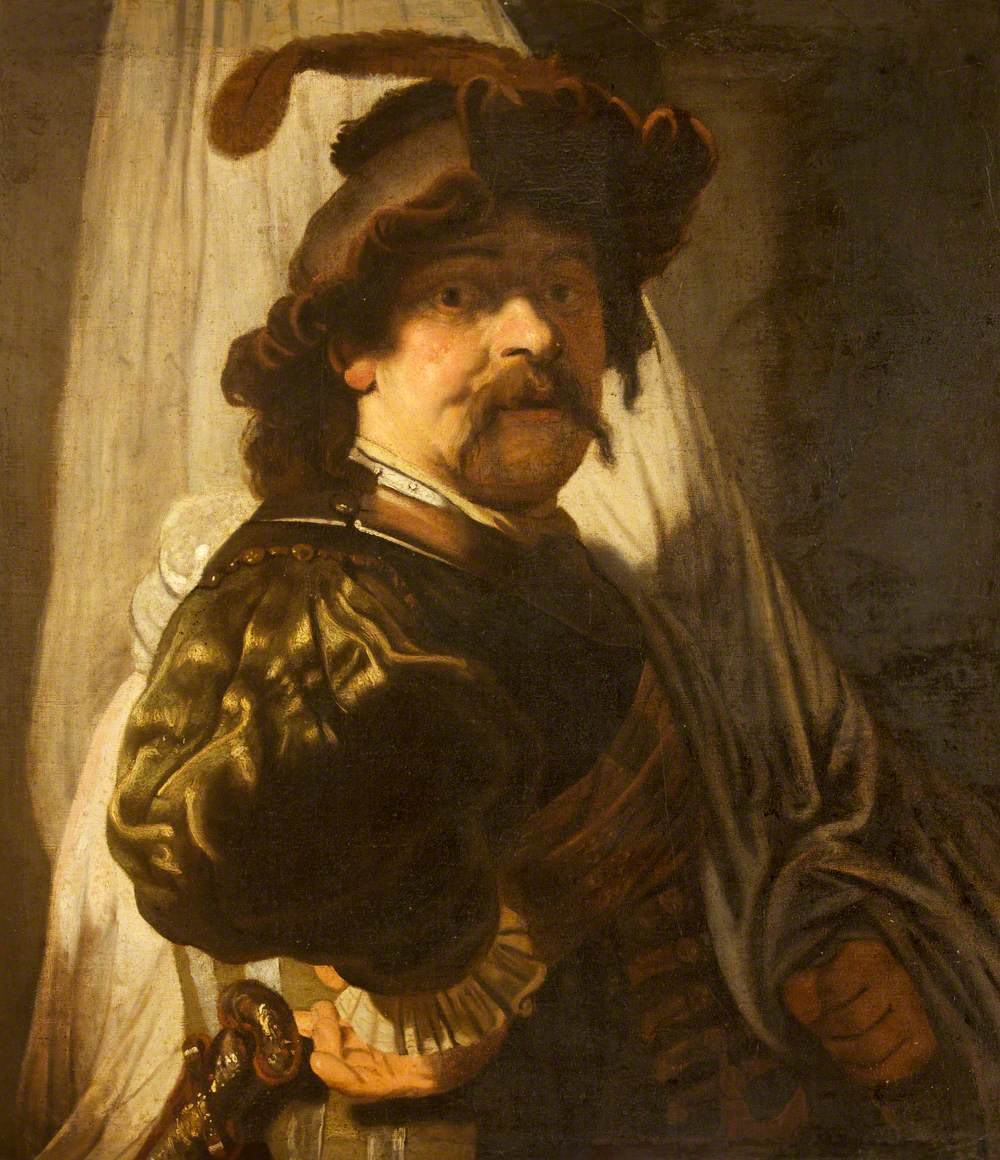
Version de Philipps House[19].
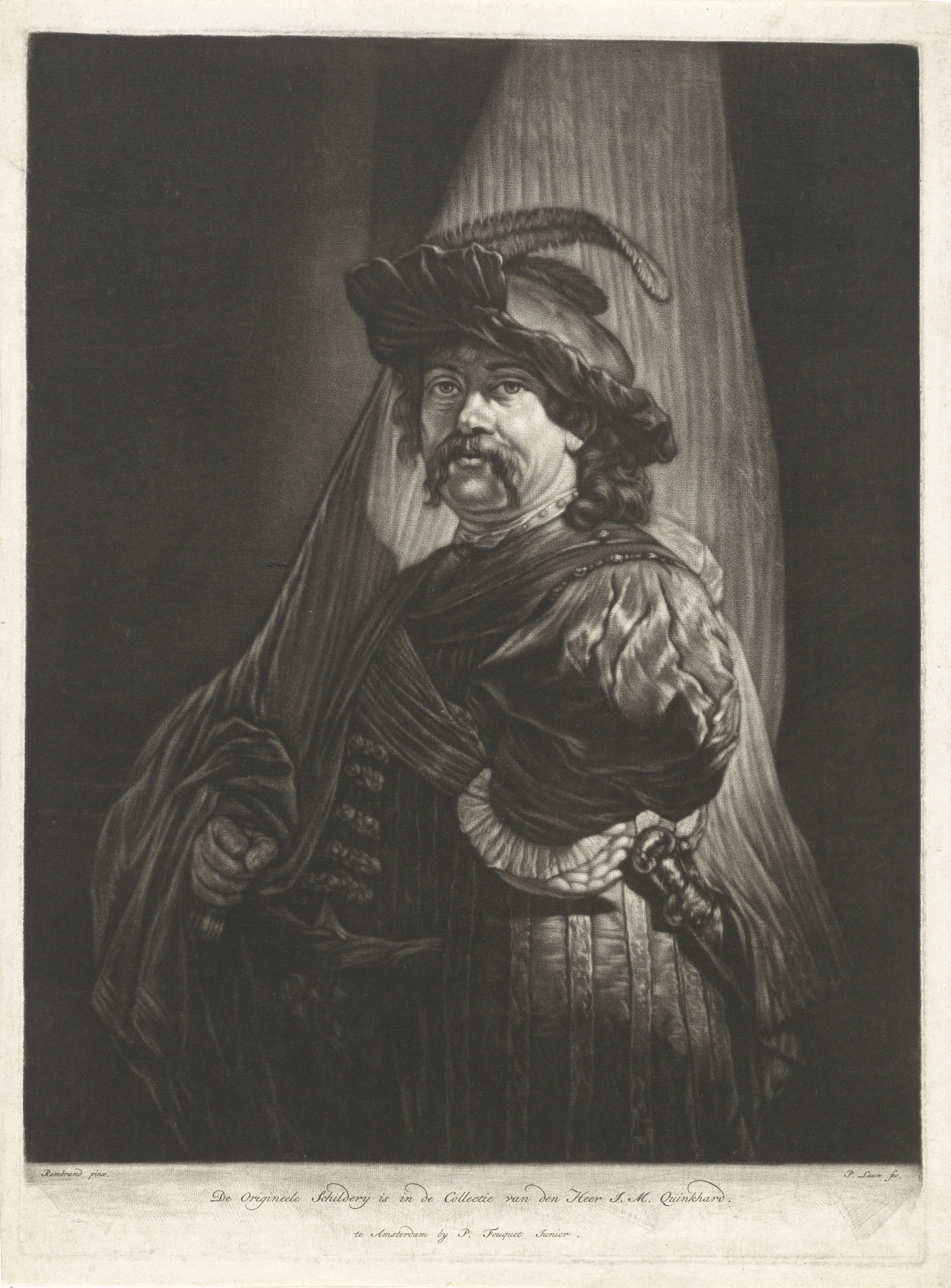
Manière noire de Pieter Louw.
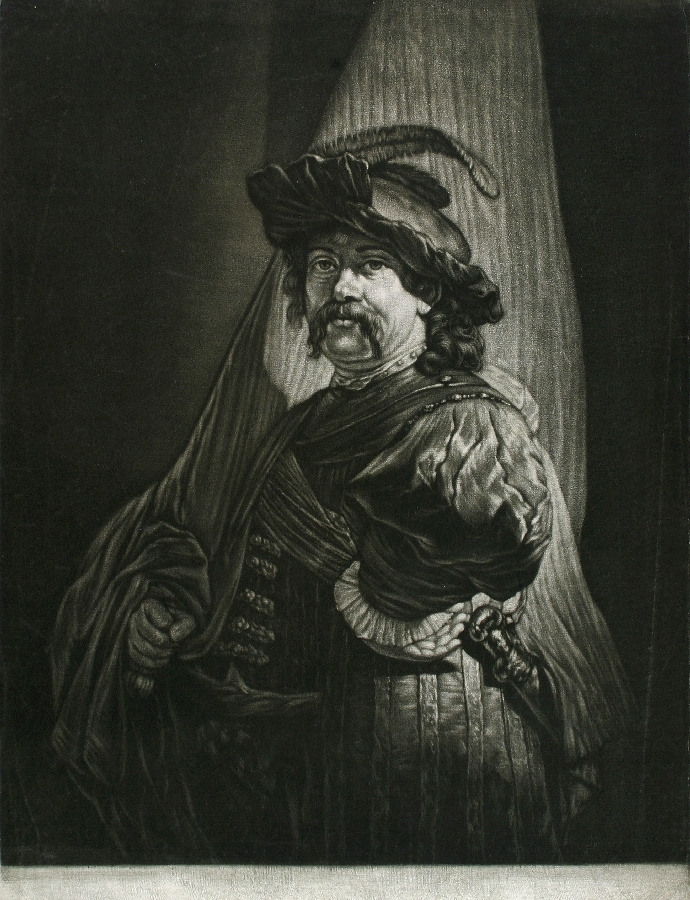
Manière noire de Johann Peter Pichler.